# Estadio Samsun 19 Mayıs
El Estadio Samsun 19 de mayo (en turco: Samsun 19 Mayıs Stadyumu) era un estadio multipropósito que se encuentra ubicado en la ciudad de Samsun, Turquía. El estadio tenía una capacidad de 19 700 personas y era utilizado por el club de fútbol Samsunspor que disputan la Superliga de Turquía hasta 2017.
El estadio conmemora el día 19 de mayo de 1919, cuando el general Mustafa Kemal Atatürk arribó a la ciudad de Samsun para iniciar la Guerra de Independencia Turca. Ceremonias oficiales para celebrar el Día de la Juventud y el Deporte cada 19 de mayo también se celebran en este estadio.

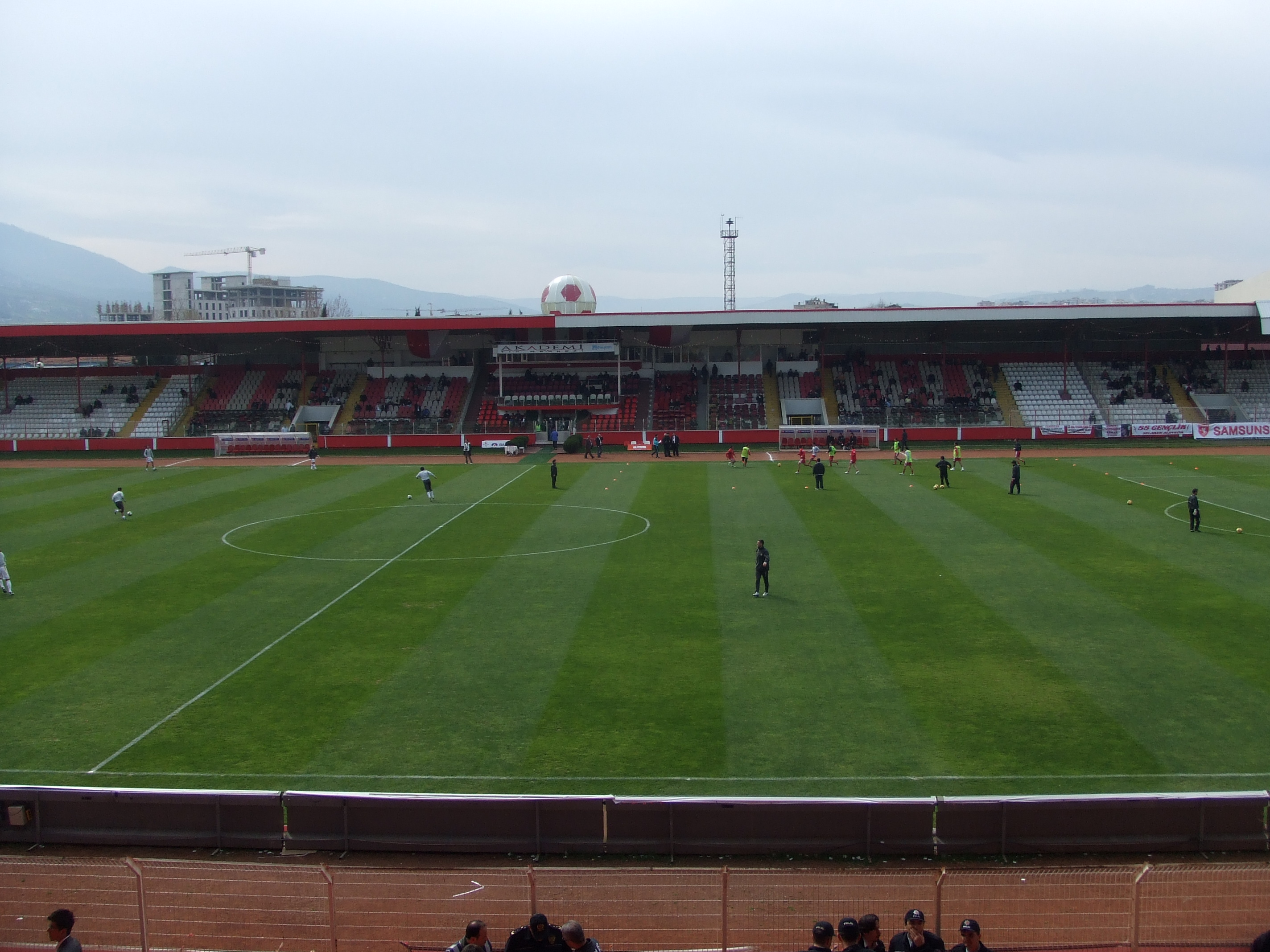